# Хильперт, Карл
Карл Хильперт (нем. Carl Hilpert; 12 сентября 1888 — 1 февраля 1947) — немецкий офицер, участник Первой и Второй мировых войн, генерал-полковник, кавалер Рыцарского креста с Дубовыми листьями.

## Начало военной карьеры
В июле 1907 года поступил на военную службу фанен-юнкером (кандидат в офицеры), в пехотный полк. С мая 1909 — лейтенант.

## Первая мировая война
В начале войны — на штабных должностях. С мая 1915 года — старший лейтенант, с октября 1917 года — командир пулемётной роты, с декабря 1917 года — капитан. С 1918 года — командир пехотного батальона. Награждён Железными крестами обеих степеней.

## Между мировыми войнами
Продолжил службу в рейхсвере. К началу Второй мировой войны — генерал-майор (с апреля 1939 года), начальник штаба 9-го армейского корпуса.

## Вторая мировая война
С февраля 1940 года — начальник штаба 1-й армии. Участвовал во Французской кампании.
С ноября 1940 года — начальник штаба группы армий «D», генерал-лейтенант.
С июня 1942 года — командующий 59-м армейским корпусом, с июля 1942 года — командующий 23-м армейским корпусом на Восточном фронте. Бои в районе Ржева. В сентябре 1942 года — произведён в звание генерала пехоты. Награждён Золотым немецким крестом.
С января 1943 года — командующий 54-м армейским корпусом (под Ленинградом). В августе 1943 года — награждён Рыцарским крестом. С ноября 1943 года — командующий 26-м армейским корпусом (под Ленинградом).
С января 1944 года — командующий 1-м армейским корпусом (в районе Невеля). В августе 1944 года — награждён Дубовыми листьями к Рыцарскому кресту.
С сентября 1944 года — командующий 16-й армией (в Курляндском котле).
С марта 1945 года — командующий группой армий «Курляндия». С 1 мая 1945 года — генерал-полковник. Упомянут в последнем выпуске Вермахтберихт от 9 мая 1945 года.
9 мая 1945 года, после капитуляции Германии, сдался в советский плен.

## После войны
Умер в советском плену в 1947 году.

## Награды
- Железный крест 2-го класса (7 октября 1914) (Королевство Пруссия)
- Железный крест 1-го класса (18 октября 1916)
- Орден «За военные заслуги» 4-го класса с мечами (Королевство Бавария)
- Почётный крест Первой мировой войны 1914/1918 с мечами (1934)
- Пряжка к Железному кресту 2-го класса (20 апреля 1940)
- Пряжка к Железному кресту 1-го класса (16 июня 1940)
- Немецкий крест в золоте (19 февраля 1943)
- Рыцарский крест Железного креста с дубовыми листьями
  - рыцарский крест (22 августа 1943)
  - дубовые листья (№ 542) (8 августа 1944)
- Медаль «В память 13 марта 1938 года»
- Медаль «В память 1 октября 1938 года»
- Медаль «За зимнюю кампанию на Востоке 1941/42»
- Манжетная лента «Курляндия»
- Упоминание в Вермахтберихт 20 августа 1944 и 5 мая 1945